# Fairey Battle

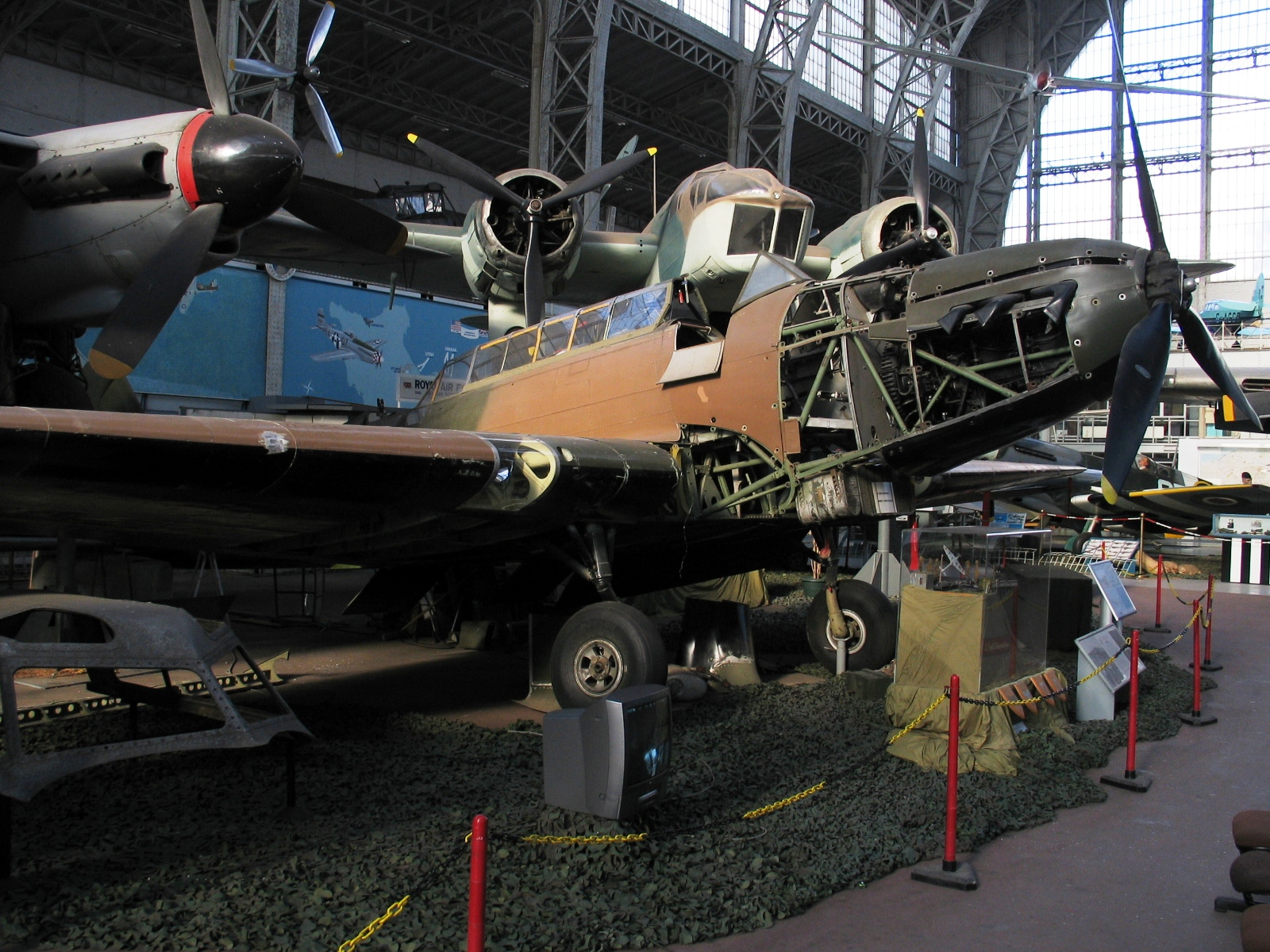
Een gedeeltelijk gerestaureerde Fairey Battle in het Koninklijk Museum van het Leger en de Krijgsgeschiedenis te Brussel (29 jan 2005)

De Fairey Battle is een bommenwerper die vóór en tijdens de Tweede Wereldoorlog gebruikt werd door de Royal Air Force (RAF) en door het Belgisch Militair Vliegwezen. Het toestel was ontworpen en gebouwd door de vliegtuigfabriek Fairey in Groot-Brittannië. De ontwerper ervan was Marcel Lobelle, een Belg uit Kortrijk die in de Eerste Wereldoorlog aan de IJzer gewond werd, uit het ziekenhuis ontslagen, afgekeurd voor verdere militaire dienst en omdat hij niet naar Kortrijk terug kon, naar Engeland trok waar hij werk vond in de vliegtuigfabriek van Fairey te Hayes (Hillingdon).

## Beschrijving
De Fairey Battle was een eenmotorige lichte bommenwerper in geheel metalen constructie, met een intrekbaar landingsgestel. Hij had een driekoppige bemanning, die achter elkaar onder een doorlopende glazen cockpit zaten: piloot, navigator en boordschutter.
Het prototype vloog voor het eerst op 10 maart 1936. In het kader van de uitbreiding van de Britse strijdkrachten voorafgaand aan de Tweede Wereldoorlog, bestelde de RAF het toestel in grote aantallen. Tussen 1937 en 1940 bouwde Fairey 2185 Battle's. Avions Fairey in Gosselies bouwde 18 exemplaren onder licentie voor het Belgisch Militair Vliegwezen.

## Inzet tijdens de Tweede Wereldoorlog
Bij zijn introductie in 1937 was het een veelbelovend vliegtuig maar toen de Tweede Wereldoorlog uitbrak al totaal voorbijgestreefd door onvoldoende snelheid en te lichte defensieve bewapening.
Het Duitse leger veroverde op 10 mei 1940 het fort Eben-Emael dat instond voor de verdediging van de bruggen over het Albertkanaal in Kanne, Vroenhoven en Veldwezelt. De bruggen van Veldwezelt, Vroenhoven en Briegden vielen onbeschadigd in de handen van de Duitsers die daardoor hun snelle opmars in België konden verder zetten.
Op 11 mei vielen negen Belgische Fairey Battle's de bruggen te Vroenhoven, Veldwezelt en Briegden aan. Dit zou de enige offensieve actie zijn van het Belgisch Militair Vliegwezen tijdens de 18-daagse veldtocht van 1940. De toestellen, die in vredestijd gestationeerd waren op het vliegveld van Evere, waren in de vroege ochtend van 10 mei inderhaast teruggetrokken naar een noodvliegveld te Aalter. Hun bommen van 50 kg waren te licht om schade aan te richten. Bovendien hadden ze verkeerde ontstekers gekregen. In plaats van tijdontstekers, die toelieten bommen op lage hoogte te lossen om de toestellen maximale veiligheid te bieden, hadden ze gewone contactontstekingen. Hierdoor moesten de bommen van op grotere hoogte afgeworpen worden en moesten de vliegtuigen door het kruisvuur vliegen van de Duitse luchtafweer. Ze slaagden er niet in de bruggen te vernielen. Drie toestellen werden neergehaald door de Belgische luchtafweer die op alles schoot wat vloog. Drie andere werden neergehaald door de Duitse luchtafweer en slechts drie toestellen keerden naar Aalter terug.
In 1938 telde de RAF 13 squadrons uitgerust met de Fairey Battle. Hiervan werden aan het begin van de Tweede Wereldoorlog tien squadrons naar Frankrijk overgebracht. Op 12 mei vielen 6 Engelse Battle's nog eens de Belgische bruggen aan, maar ze werden allemaal neergehaald door het Duits luchtafweergeschut. Op 14 mei vielen 63 Battle's van verschillende Britse squadrons de bruggen over de Maas aan bij Sedan in een poging de Duitse opmars te stuiten. 35 werden naar beneden geschoten.
Op 15 juni werden alle Fairey Battle's teruggetrokken uit Frankrijk. Sinds 10 mei waren er 200 naar beneden geschoten. Van september 1940 af werden ze nog alleen ingezet voor trainingsvluchten en voor het slepen van doelschijven. De laatste Battle werd buiten dienst gesteld in 1949.